# Movielink
Movielink est une coentreprise entre 5 des 7 grands studios de cinéma hollywoodiens : Metro-Goldwyn-Mayer, Paramount Pictures, Sony Pictures Entertainment, Universal Pictures et Warner Bros..
Le service Movielink a été lancé en novembre 2002 aux États-Unis d'Amérique. Il permet le téléchargement par Internet de films produits par les studios partenaires. Chaque studio décide de sa politique tarifaire et de la date de disponibilité de ses films.